# 托马斯·安德斯
托马斯·安德斯（本名：Thomas Bernd Weidung；1963年3月1日—）是德国歌手、作曲家、音樂製作人。 是德国流行重唱摩登語錄合唱團的主唱，活动于1983–1987与1998–2003.